# Friedrich von Freckenhorst
Friedrich von Freckenhorst (* im 12. Jahrhundert; † 1235) war ein römisch-katholischer Geistlicher und Domherr in Münster.

## Leben
Die Herkunft des Friedrich von Freckenhorst ist nicht überliefert. Bevor er im Jahre 1221 in das Domkapitel aufgenommen wurde, war er ab 1219 als Dechant im Stift Freckenhorst tätig gewesen. In dieser Funktion oblag ihm die Aufsicht über das Stiftskapitel. Diese Ämter übte Friedrich bis zu seinem Tode aus.
Die Quellenlage gibt über seinen Lebensweg nur wenig Aufschluss.